# Anni-Frid Lyngstad
Anni-Frid Synni Lyngstad (Narvik, 1945. november 15. –) norvég származású svéd énekesnő, az ABBA együttes tagja.

## Élete

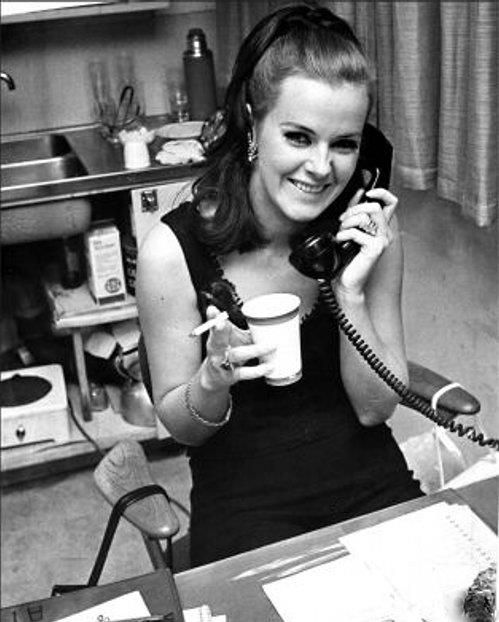
1967-ben

Anni-Frid Lyngstad Norvégiában született. A második világháborúban a német csapatok megszállták hazáját, köztük Narvik városát is. Itt élt a mindössze 19 éves Synni Lyngstad édesanyjával. A falubeliek gyűlölték a megszállókat, Synni mégis beleszeretett az egyik katonába, nevezetesen Alfred Haaséba, akivel rövid románcuk szövődött. 1945 februárjában a németeket kivezényelték az országból, Synni pedig ott maradt a német katonától terhesen. 1945. november 15-én hozta világra Anni-Frid Synni Lyngstadot, ismertebb nevén Fridát. A falu kiközösítette a családot, Fridát német fattyúnak kezdték csúfolni. A nagymama megelégelte ezt és 1947 tavaszán a kis Fridával együtt Svédországba szökött. Synni követte őket, de már nem élvezhette a svéd semleges állambeli életet; 1947. szeptember 27-én meghalt. Fridát így a nagyanyja nevelte, akivel esténként együtt énekeltek régi norvég népdalokat. A lányka felcseperedett, és énekesnő lett belőle.
17 évesen férjhez ment Ragnar Fredrikssonhoz, akitől gyermekei származnak: Hans 1963-ban, Lise Lotte 1967-ben. 1970-ben elváltak. Fridát eljegyezte az ABBA-tag, Benny, de az esküvőre csak nagyon sokára, 1978. október 6-án került sor. Ebből a házasságból nem született gyermeke, sőt a frigy csak 1981 februárjáig tartott.
Időközben azonban egy német tinilány, Andrea Buchinger felfedezte, hogy nagybátyját épp úgy hívják, mint Frida apját (Andrea egy újságban olvasott Alfred Haase történetéről.) Rájött, hogy a nagybácsi azonos személy Frida apjával. A nagy találkozásra sor is került.
1992-ben Frida férjhez ment Ruzzo Reusshoz. Ám férje 1999. október 29-én meghalt. Lánya, a harmincéves Lise-Lotte (aki közben férjhez ment és gyermeket is szült), 1998. január 13-án autóbalesetben meghalt. Anni-Frid Lyngstad jelenleg Svájcban él.

## Albumai
Lásd még: ABBA-diszkográfia

### Angol albumok
- Something’s Going On (1982)
- Shine (1984)

### Svéd albumok
- Frida (1971)
- Anni-Frid Lyngstad (válogatás, 1972)
- Frida ensam (Frida egyedül) (1975)
- Djupa andetag (Mély lélegzet) (1996)

### Saját szerzeményei
Az ABBA együttes tagjaként előadott zeneszámokat a társai írták. Az ISWCNET nyilvántartásában a következő szerzeményeit találjuk:
- Kvinnor som sprimger T-000.024.527-1 (szöveg; zeneszerző: Andres Gert Glenmark)
- That's Tough T-900.225.232-6 (szöveg és zene; szerzőtársai Hans Ragnar Fredriksson, és Kirsty Anna Mac Coll(wd))